# ファラデーの電磁誘導の法則
ファラデーの電磁誘導の法則（ファラデーのでんじゆうどうのほうそく、英語: Faraday's law of induction）とは、電磁誘導において、1つの回路に生じる誘導起電力の大きさはその回路を貫く磁界の変化の割合に比例するというもの。ファラデーの誘導法則ともよばれる。また、ファラデーの電気分解の法則との混同のおそれのない場合は、単にファラデーの法則と呼称されることもある。

## 概要
ソレノイド（単線密巻）コイルを貫く磁界に変化があったときのコイルの誘導起電力V は
{\displaystyle V=-N{\Delta \Phi  \over \Delta t}}
となる。ただし、N は巻数で、ΔΦ/Δt は微小時間Δt でのコイルを貫く磁束の変化である。またここで起電力の正の向きを磁束の向きに右ねじを進めるときのねじの回転方向としてあるので、右辺のマイナスは、磁束の変化を打ち消す方向に誘導起電力が発生することを意味している（レンツの法則）。
この法則は、コイルなどの導体があるかどうかに関わらず任意のループ（閉経路、向きのついた閉曲線）に適用できる。
経路の時間変化がない場合、
ループ Γ に沿った電場の積分は、このループ内（ループで囲まれた曲面）を通る磁束の変化速度の符号反転となる。式では次のように書ける。
{\displaystyle \oint _{\Gamma }\mathbf {E} \cdot \mathrm {d} \mathbf {l} =-{\mathrm {d} \Phi _{B} \over \mathrm {d} t}}
ここで E は電場、dl は経路の微小片、ΦB は磁束である。
注意点として、電磁誘導の法則は導線が動く（経路Γが時間変化する）場合にも適用されることがあるが、（E を静止系での電場と解釈するなら）上式は導線が動く場合はカバーしていない。
同じことを微分形で表すと次のようになる。B は磁束密度である。
{\displaystyle \nabla \times \mathbf {E} =-{\frac {\partial \mathbf {B} }{\partial t}}}
この一般化された法則もファラデーの電磁誘導の法則と呼ぶが、マクスウェルの方程式の1つにもなっていることから、ファラデー-マクスウェルの式とも呼ぶ。

## ファラデーのパラドックス
単極発電機において磁石を固定して金属の円盤を回転すると円盤の中心部と周縁部の間に起電力が生じる。同じ電気回路で円盤を固定して磁石のみを回転しても起電力は生じない。円盤と磁石を共に回転すると起電力が生じるという現象。(単極誘導)

## 文献
- パリティ編集委員会 編『続 間違いだらけの物理概念』丸善、1995年3月、123頁。ISBN 9784621040461。
- 青野 修、小出 昭一郎、大槻 義彦『物理学One Point-2 電場・磁場』共立出版、1979年1月、62,81頁。ISBN 9784320031470。
- 中川雅仁「単極モーターの動作原理」『日本物理教育学会誌「物理教育」』第2号、2007年、141-144頁。
- 霜田光一「やさしくて難しい電磁気の実験」『パリティ』第12号、1989年12月、80-83頁。
- 「モーター進化の百年」『大人の科学マガジン』、学研、2008年9月30日、ISBN 978-4056052763。